# Knarr (skepp)

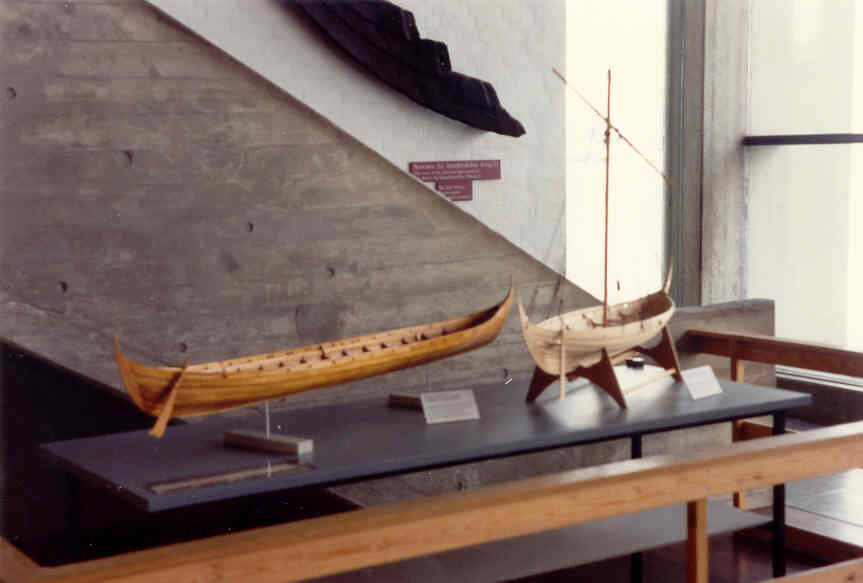
Modeller, från Vikingaskeppsmuseet i Roskilde, av dels ett långskepp (till vänster), dels en knarr (till höger). Skrovens former skiljer sig.

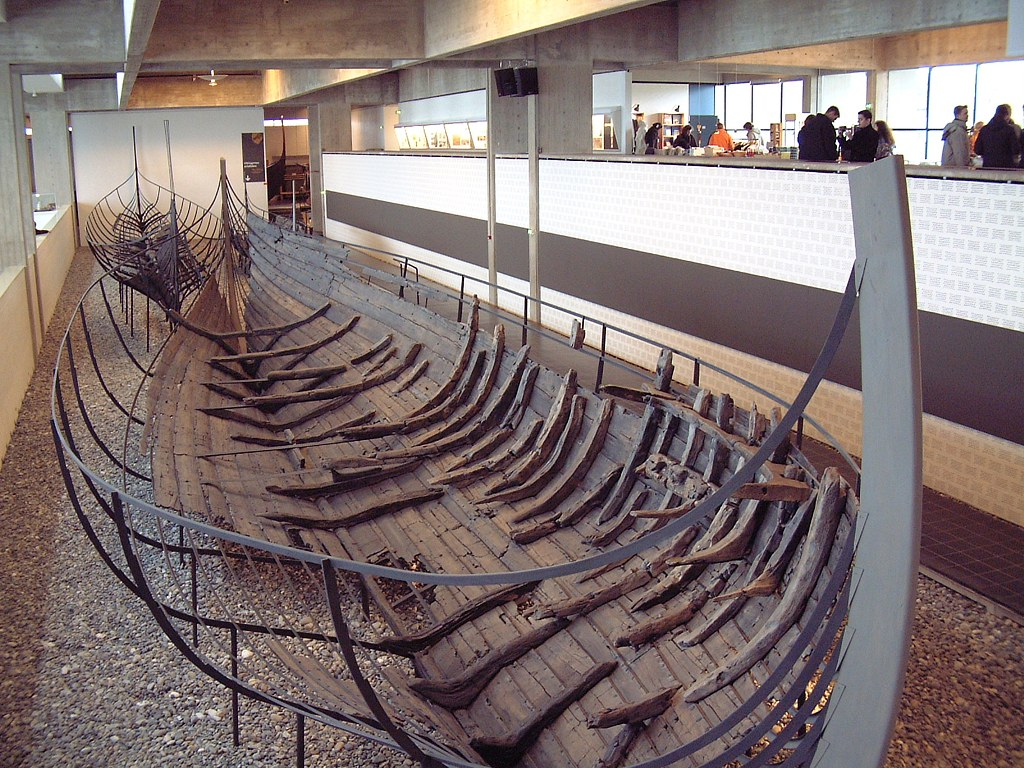
Skuldelev 1, knarren som påträffades i Roskildefjorden på 1960-talet och nu finns i Vikingaskeppsmuseet i Roskilde.

En knarr var en skeppstyp som under vikingatiden användes för handelsresor över havet. Resorna över Atlanten till Island, Grönland och Vinland antas i huvudsak ha gjorts med knarrar. Knarrens längd var mindre än tjugo meter medan däremot både bredden och bordläggningens höjd var avsevärt större än hos långskeppet. Knarren kunde också vara försedd med en enklare form av däck. Medan långskeppet ofta roddes var knarren i huvudsak avsedd för segling.
1933 påträffades i Ale kommun knarren Äskekärrsskeppet. Av detta fynd har senare föreningen Sällskapet Vikingatida Skepp gjort en tolkning och fullskalebygge vid namn Vidfamne, som sjösattes 1994.
En välbevarad liten knarr är ”Skuldelev 1” i Vikingaskeppsmuseet i Roskilde. Skeppet är byggt i Västnorge ca 1030 och har antagligen använts på Nordsjön och Östersjön, där både sjöduglighet och grundgående behövs – men en norsk replika seglade runt jorden och besökte då bland annat Grönland. En annan replika, Ottar, har byggts på Vikingaskeppsmuseet år 2000. Den är 15,5 meter lång, 4,5 meter bred, har ett djupgående på 1,2 meter (som lastat under 1,5 meter) och ett deplacement på 25 ton och kan ta en last på cirka 35 m³, 20 ton. Seglet är på 90 m² och ger en toppfart på ca 12 knop. Med de fyra årorna kommer man upp i cirka 1,5 knop. Besättningen är på 6–15 man.
Ottar kan jämföras med rekonstruktionen Helge Ask av Skuldelev 5 från samma tid, ett litet krigsfartyg (en 13-sessa, alltså med 13 par åror) med längd 17 meter, bredd 2,5 meter, djupgående 0,6 meter, deplacement 8 ton, segelyta 48 m², besättning 30 man och toppfart 15 respektive 5–7 knop.
Knarren utkonkurrerades senare, under medeltiden, av Hansans koggar.